# Military Man
Military Man es un EP de la banda británica de rock progresivo Asia y fue publicado en 2009 por Voiceprint Records en el Reino Unido y en los Estados Unidos por la discográfica United States of Distribution.
Este EP no alinea a ningún miembro de la formación original de Asia, puesto que los temas «Long Way from Home» y «Military Man» fueron regrabados en los teclados por Erik Normander. Además Military Man contiene tres temas en versiones grabadas en el 2009.

## Lista de canciones
| Side one |                                         |                           |          |  |
| N.º      | Título                                  | Escritor(es)              | Duración |  |
| 1.       | «Military Man (versión de 2009)»        | John Payne / Geoff Downes | 4:47     |  |
| 2.       | «Long Way from Home (versión de 2009)»  | John Payne / Downes       | 6:31     |  |
| 3.       | «Neurosaur (versión de 2009)»           | Erik Normander            | 5:06     |  |
| 4.       | «Military Man (edición de radio)»       | John Payne / Downes       | 3:28     |  |
| 5.       | «Long Way from Home (edición de radio)» | John Payne / Downes       |          |  |

## Formación
- John Payne — voz y bajo
- Erik Normander — teclados
- Guthrie Govan — guitarra
- Jay Schellen — batería